# Doug Baldwin
Douglas Dewayne Baldwin Jr. (Gulf Breeze, 21 settembre 1988) è un ex giocatore di football americano statunitense che ha militato nel ruolo di wide receiver per tutta la carriera con i Seattle Seahawks della National Football League (NFL).
Firmò come free agent non scelto nel draft nel 2011. Al college ha giocato a football alla Stanford University.

## Carriera professionistica

### Seattle Seahawks
Doug firmò coi Seattle Seahawks come free agent dopo la fine dello sciopero NFL nel 2011. Baldwin ricevette il suo primo passaggio da touchdown nella settimana 1 della stagione 2011 contro i San Francisco 49ers. Nella sua stagione da rookie, Baldwin fu il leader dei Seattle Seahawks sia in yard ricevute che nel numero di ricezioni totali, il primo debuttante non scelto nel draft a guidare la propria squadra in entrambe le categorie dalla fusione AFL-NFL del 1970.

#### Stagione 2012

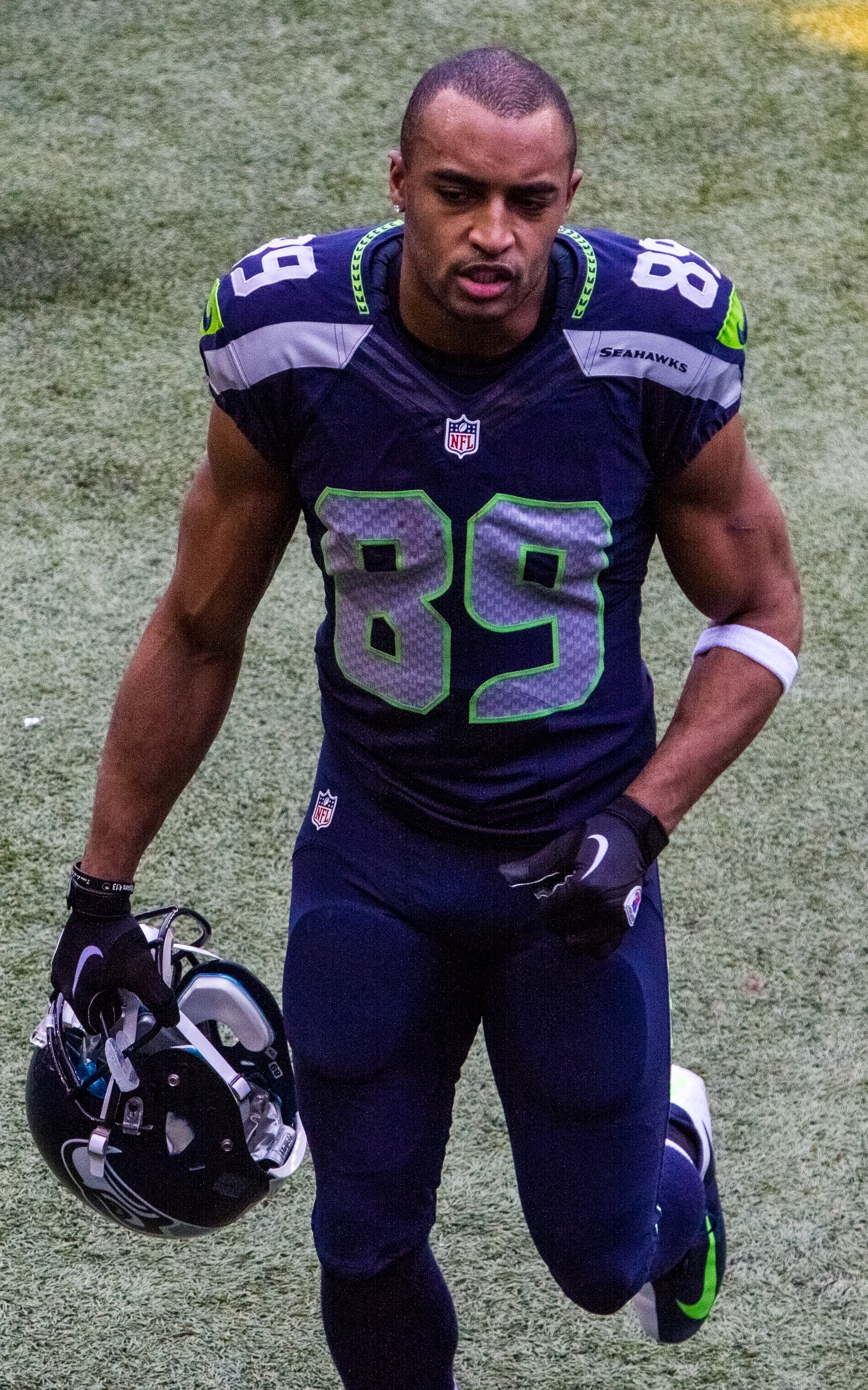
Baldwin contro i Rams il 29 dicembre 2013.

Nella stagione 2012, I Seahawks rimontarono 13 punti ai New England Patriots nella settimana 6 portandosi su un record di 4-2 con Baldwin che contribuì alla rimonta segnando il primo touchdown stagionale su passaggio del nuovo quarterback Russell Wilson. Nella settimana 16 i Seahawks batterono i San Francisco 49ers per 42-13, ottenendo la qualificazione per i playoff, con Baldwin che segnò due touchdown. La sua stagione regolare si concluse con 366 yard ricevute e 3 touchdown.

#### Stagione 2013
Nella prima gara della stagione 2013, vinta contro i Carolina Panthers, Baldwin guidò i Seahawks con 7 ricezioni per 91 yard. Il primo touchdown lo segnò nella settimana 3 contro i Jacksonville Jaguars. Nella settimana 9 contro i Tampa Bay Buccaneers, Baldwin contribuì a fare recuperare alla sua squadra un deficit di 21 punti segnando il touchdown del pareggio a meno di due minuti dal termine, vincendo poi ai supplementari. Due settimane dopo segnò il terzo TD stagionale nella netta vittoria casalinga sui Minnesota Vikings. Nella settimana 13 ricevette 77 yard e segnò il quarto touchdown stagionale nella vittoria per 34-7 sui New Orleans Saints che consentì ai Seahawks di centrare matematicamente i playoff con quattro turni di anticipo. Nella settimana 15, i Seahawks batterono 23-0 i New York Giants al MetLife Stadium, la prima volta che la franchigia avversaria non riuscì a segnare alcun punto in casa dal settembre 1995. Nella settimana 15, i Seahawks batterono 23-0 i New York Giants al MetLife Stadium, la prima volta che la franchigia avversaria non riuscì a segnare alcun punto in casa dal settembre 1995, con Doug che ricevette 71 yard e un touchdown.

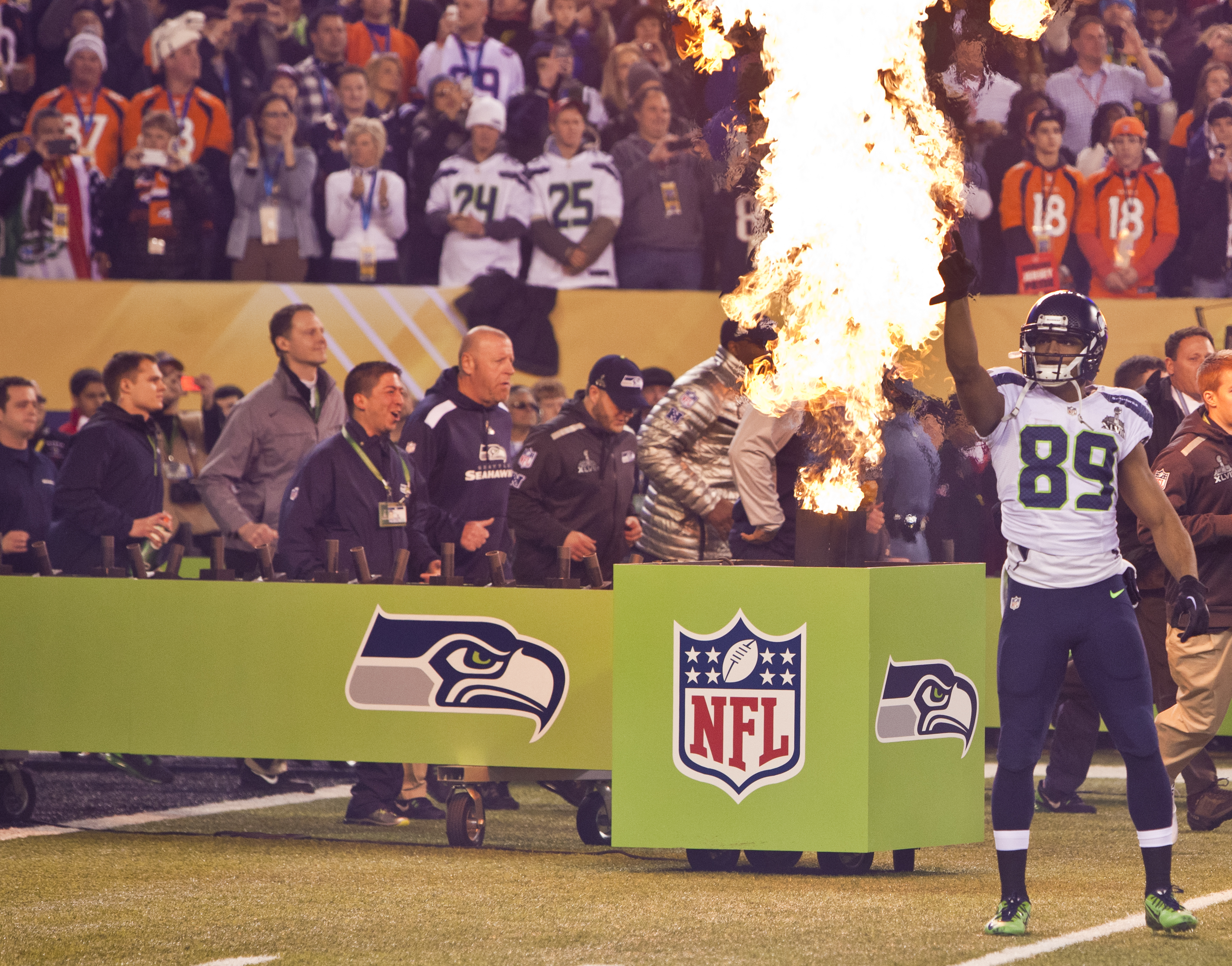
Baldwin nel pre-partita del Super Bowl XLVIII.

Il 19 gennaio 2014, nella finale della NFC, i Seahawks in casa batterono gli odiati rivali di division dei 49ers qualificandosi per il secondo Super Bowl della loro storia. Baldwin fu uno dei giocatori chiave della sua squadra ricevendo 6 passaggi per 108 yard e ritornando tre kickoff, di cui uno per 69 yard (il più lungo ritorno della stagione di Seattle).
Il 2 febbraio 2014, nel Super Bowl XLVIII contro i Denver Broncos, Seattle dominò dall'inizio alla fine della partita, vincendo per 43-8. Doug si laureò campione NFL guidando la squadra con 5 ricezioni per 66 yard e un touchdown.

#### Stagione 2014
Il 29 maggio 2014 Baldwin, divenuto restricted free agent, firmò con i Seahawks un rinnovo triennale del valore di 13 milioni di dollari. Segnò il primo touchdown dell'anno nella settimana 7 quando trovò maggior spazio dopo la cessione di Percy Harvin avvenuta due giorni prima, terminando con 7 ricezioni per 123 yard contro i Rams. Nel quattordicesimo turno, nella vittoria esterna sugli Eagles primi nella propria division, guidò i suoi con 5 ricezioni per 97 yard e segnò il secondo TD stagionale. La sua stagione regolare si chiuse guidando il club con i nuovi primati personali in ricezioni (66) e yard ricevute (825), oltre a 3 touchdown.
Il 10 gennaio 2015. nel secondo turno di playoff, Seattle ospitò i Panthers battendoli per 31-17 e qualificandosi per la finale della NFC, con Baldwin che ricevette 38 yard e segnò il primo touchdown della gara. Otto giorni dopo, con 6 ricezioni per 106 yard aiutò i Seahawks a ribaltare uno svantaggio di 19-7 a tre minuti dal termine nella finale della NFC contro i Packers, andando a vincere ai supplementari e qualificandosi per il secondo Super Bowl consecutivo, perso contro i New England Patriots.

#### Stagione 2015

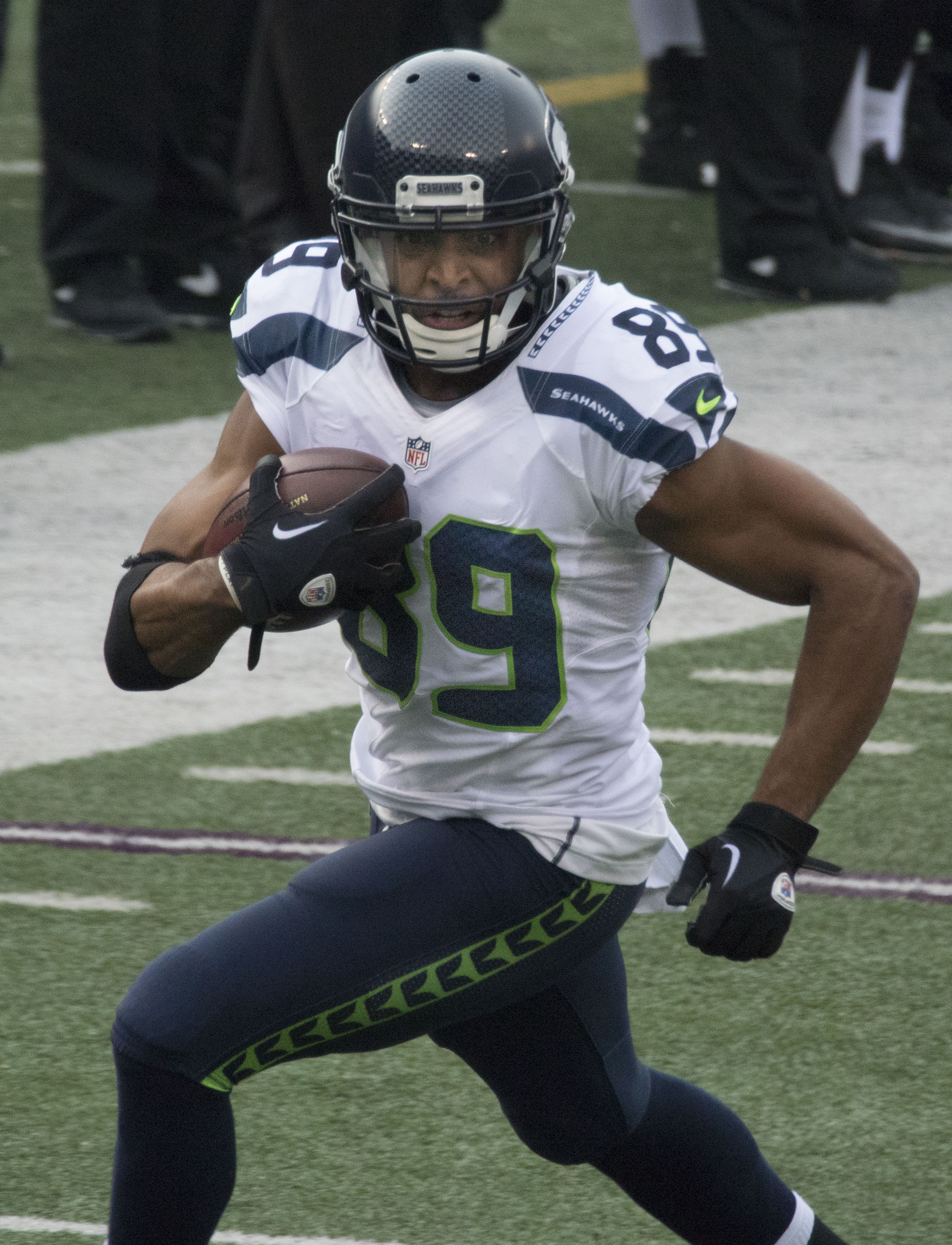
Baldwin nella gara del 13 dicembre 2015 contro i Ravens in cui segnò 3 touchdown

Il primo touchdown del 2015, Baldwin lo segnò nella sconfitta del secondo turno al Lambeau Field di Green Bay mentre il secondo nella vittoria della settimana 4 sui Lions. Il 28 novembre, nel dodicesimo turno vinto contro gli Steelers, disputò la miglior gara in carriera ricevendo 6 passaggi per 145 yard e tre touchdown, l'ultimo dei quali da 80 yard in quella che fu la giocata più lunga della stagione di Seattle. Arrivò così a quota 6 TD in stagione, un nuovo primato personale. Il suo periodo positivo continuò anche nella gara successiva in cui segnò altri due TD, con 94 yard ricevute, nella vittoria esterna per 38-3 sui Vikings. Sette giorni dopo, con tre touchdown contro i Baltimore Ravens, divenne il primo giocatore della storia della franchigia a segnare almeno due TD su ricezione per tre gare consecutive.
Con altri due touchdown nella vittoria della settimana 15 sui Browns, Baldwin pareggiò il record di franchigia stagionale di Daryl Turner stabilito nel 1985 e divenne il secondo giocatore della storia della NFL, dopo Jerry Rice nel 1987, a segnare dieci touchdown su ricezione nell'arco di quattro gare consecutive della stessa stagione. Sette giorni dopo batté il record di Turner col 14º touchdown e divenne il primo giocatore dei Seahawks da Bobby Engram nel 2007 a superare le mille yard ricevute in una stagione. La sua stagione regolare si chiuse con 1.069 yard ricevute, guidando la NFL in touchdown su ricezione assieme ad Allen Robinson e Brandon Marshall.
Nel primo turno di playoff, i Seahawks affrontarono i Vikings in un TCF Bank Stadium congelato nella terza gara più fredda della storia dei playoff. Tali condizioni atmosferiche limitarono l'attacco di Seattle che non segnò alcun punto nei primi tre quarti. In svantaggio per 9-0 nell'ultimo periodo di gioco, Baldwin segnò l'unico touchdown di tutta la partita e, con un field goal e anche grazie a un errore del kicker avversario negli ultimi istanti di gioco, Seattle vinse per 10-9.

#### Stagione 2016
Il 28 giugno 2016, Baldwin firmò con i Seahawks un rinnovo contrattuale quadriennale del valore di 46 milioni di dollari, 24,5 milioni dei quali garantiti. Nella prima gara dell'anno ricevette da Wilson il touchdown della vittoria in rimonta sui Miami Dolphins a 41 secondi dal termine. Dopo un altro TD due settimane dopo, Baldwin rimase cinque turni senza andare a segno, prima di segnare tre touchdown nella vittoria in casa dei Patriots il 13 novembre, nella rivincita del Super Bowl 49. Sette giorni dopo completò il primo passaggio in carriera, un touchdown da 15 yard per il suo quarterback Russell Wilson. Nel penultimo turno divenne il quinto giocatore della storia della franchigia a ricevere almeno 1.000 yard in due stagioni consecutive. La sua stagione regolare si chiuse pareggiando il primato di franchigia di Bobby Engram del 2007 con 94 ricezioni, oltre a un nuovo record personale di 1.128 yard ricevute e 7 touchdown, venendo convocato per il suo primo Pro Bowl al posto dell'infortunato Larry Fitzgerald. Una ricezione a una mano in tuffo di Baldwin nella settimana 3 contro i 49ers fu inoltre premiata dai lettori di NFL.com come la più spettacolare di tutta la stagione NFL 2016.
Nel primo turno di playoff, vinto per 26-6 al CenturyLink Field contro i Detroit Lions, Baldwin stabilì un nuovo record di franchigia con la terza gara da oltre cento yard ricevute nella post-season, terminando con 11 ricezioni per 104 yard e un touchdown. Seattle fu eliminata nel turno successivo dagli Atlanta Falcons, malgrado 80 yard ricevute e un altro touchdown di Baldwin.

#### Stagione 2017
Nella stagione 2017 Baldwin disputò tutte le 16 partite come titolare, con 75 ricezioni per 991 yard e 8 touchdown, venendo convocato per il secondo Pro Bowl consecutivo al posto dell'infortunato Larry Fitzgerald. I Seahawks invece, nonostante un record di 9-7, non si qualificarono per i playoff per la prima volta dalla sua stagione da rookie nel 2011.

#### Stagione 2018
Nel primo turno della stagione Baldwin subì un infortunio al legamento mediale collaterale contro i Broncos. Saltò così le successive due gare, facendo ritorno nella vittoria del quarto turno contro i Cardinals, in cui risultò il miglior ricevitore della squadra. Il primo touchdown lo segnò nell'anticipo dell'undicesimo turno contro i Packers nella vittoria per 27-24. Nel 15º turno con due marcature salì al secondo posto nella storia di Seattle per TD su ricezione in carriera. Sette giorni dopo ricevette un massimo stagionale di 126 yard nella vittoria sui Kansas City Chiefs, la squadra con il miglior record della AFC, che qualificò Seattle ai playoff dopo l'assenza dell'anno precedente.
Il 9 maggio 2019 Baldwin fu svincolato dai Seahawks dopo avere fallito un test fisico, optando per il ritiro.

## Palmarès

### Franchigia
- Super Bowl : 1

Seattle Seahawks: Super Bowl XLVIII
- National Football Conference Championship: 2

Seattle Seahawks: 2013, 2014

### Individuale
- Convocazioni al Pro Bowl: 2

2016, 2017
- Leader della NFL in touchdown su ricezione: 1

2015
- 50 migliori giocatori del 50º anniversario dei Seahawks

## Statistiche
| Statistiche nella NFL |          |      |      |           |           |           |           |           |       |       |       |       |       |         |         |         |         |         |        |        |
| Anno                  | Squadra  | Gare | Gare | Ricezioni | Ricezioni | Ricezioni | Ricezioni | Ricezioni | Corse | Corse | Corse | Corse | Corse | Ritorni | Ritorni | Ritorni | Ritorni | Ritorni | Fumble | Fumble |
| Anno                  | Squadra  | P    | PT   | Ric       | Yard      | Media     | Max       | TD        | Ten   | Yard  | Media | Max   | TD    | Rit     | Yard    | Media   | Max     | TD      | Fum    | Persi  |
| 2011                  | SEA      | 16   | 1    | 51        | 788       | 15,5      | 55T       | 4         | 1     | -2    | -2,0  | -2    | 0     | 1       | 37      | 37,0    | 37      | 0       | 0      | 0      |
| 2012                  | SEA      | 14   | 4    | 29        | 366       | 12,6      | 50        | 3         | 0     | 0     | 0     | 0     | 0     | 1       | 3       | 3,0     | 3       | 0       | 0      | 0      |
| 2013                  | SEA      | 16   | 9    | 50        | 778       | 15,6      | 52        | 5         | 2     | 6     | 3,0   | 3     | 0     | 2       | 57      | 28,5    | 37      | 0       | 0      | 0      |
| 2014                  | SEA      | 16   | 16   | 66        | 825       | 12,5      | 49        | 3         | 1     | 8     | 8,0   | 8     | 0     | 5       | 81      | 16,2    | 24      | 0       | 0      | 0      |
| 2015                  | SEA      | 16   | 16   | 78        | 1.069     | 13,7      | 80T       | 14†       | 0     | 0     | 0,0   | 0     | 0     | 0       | 0       | 0       | 0       | 0       | 1      | 0      |
| 2016                  | SEA      | 16   | 15   | 94        | 1.128     | 12,0      | 59        | 7         | 3     | 2     | 0,7   | 4     | 0     | 0       | 0       | 0       | 0       | 0       | 1      | 0      |
| Carriera              | Carriera | 94   | 61   | 368       | 4.954     | 13,5      | 80        | 36        | 7     | 14    | 2,0   | 8     | 0     | 9       | 178     | 19,8    | 37      | 0       | 2      | 0      |

† Leader della NFL